# Подойниково
Подо́йниково (рос. Подойниково) — село у складі Панкрушихинського району Алтайського краю, Росія. Адміністративний центр Подойниковської сільської ради.

## Населення
Населення — 1093 особи (2010; 1246 у 2002).
Національний склад (станом на 2002 рік):
- росіяни — 95 %